# カオス属
カオス属（カオスぞく、学名: Chaos）はアメーボゾアのツブリネア綱、真アメーバ目に属する大型の原生生物の1属である（図1）。単細胞のアメーバであるが、長さ5ミリメートルに達することがある。ふつう多数の円筒状の仮足をもち、隆条を伴う。アメーバ属に類似するが、核が複数（数個から1000個以上）である点で異なる。淡水域に生育し、他の原生生物などを捕食する。

## 特徴
巨大な単細胞アメーバであり、ふつう 600–1500 µmほどであるが、素早く移動している細胞は長さ 5000 µm に達することもある。ふつう多数の仮足（偽足）を掌状に伸ばしているが（図1）、すばやく移動している細胞は単仮足、仮足は円筒形でふつう隆起線を伴い、先端は半球形、透明冠はやや不明瞭。細胞後端のウロイドは房状。
細胞質には、結晶状顆粒（ふつう両錐体形）が多数存在する。細胞は複数（数個から1000個以上）の核を含む。核は球状から円板状やレンズ状、顆粒状の核小体様構造を含む。
仮足を放射状に伸ばした浮遊型（放射型）を形成するものもいる。一部の種では、シストを形成することが報告されている。二分裂ではなく多分裂する例が報告されている。

## 生態
池や川など淡水域に生育する。それほど稀ではないとされるが、日本では非常に稀との報告がある。他の原生生物などを捕食する。

## 分類
アメーバ属（Amoeba）に極めて類似しているが、アメーバ属の核が1個であるのに対し、カオス属は多核（数個から1000個以上の核をもつ）である点で異なる。また、パラカオス属（Parachaos）は多核である点でもカオス属と共通するが、仮足に隆起線を欠く点で区別される。
タイプ種はリンネによって記載された Chaos chaos (= Amoeba chaos) であるが、この種については実態が不明である。比較的よく知られている一部の種を以下に示す。
表1. カオス属の種（一部）
- カオス属 Chaos Linnaeus, 1767
  - Chaos carolinensis (Wilson, 1900) King & Jahn, 1948
多仮足体は 700–2000 µm、単仮足体は最大 5000 µm。核はレンズ状で直径 21–31 µm、1細胞に多数で最大1000個以上になる。結晶状顆粒は両錐体形。シストが報告されている。
  - Chaos glabrum Smirnov & Goodkov, 1977
多仮足体は約 500 µm、ふつう単仮足体で 420–980 µm。核は円盤状からレンズ状、直径約 20 µm、1細胞に6–30個。結晶状顆粒は両錐体形、紡錘形、および立方体。仮足を放射状に伸ばした浮遊型を形成する。
  - Chaos illinoisense (Kudo, 1950) Bovee & Jahn, 1973
多仮足体は 500–800 µm、単仮足体は最大 1500 µm。核は球形で直径 14–16 µm、1細胞に数百個。結晶状顆粒は両錐体形および板状。シストは平滑、球形から楕円形、直径 250–350 µm、外壁と内壁は広く離れている。
  - Chaos nobile (Penard, 1902) Bovee & Jahn, 1973
多仮足体は 240–820 µm、単仮足体は最大 1200 µm。核は卵形からレンズ状、直径 13–23 µm、1細胞に 6–60個以上。結晶状顆粒は両錐体形。シストは未知。